# БТР-Т
БТР-Т — російський важкий бронетранспортер, розроблений державним конструкторським бюро транспортного машинобудування Омськтрансмаш.

## Опис
Машина побудована на базі корпусу танка Т-55 і відповідає потребам у важкій, добре захищеній та добре озброєній машині, пристосованій до міських боїв[відсутнє в джерелі]. Потреба у важких БТР виникла після Першої чеченської війни, під час якої БТР-80 були знищені в міських районах руками чеченських повстанців за допомогою ручних протитанкових гранатометів. Отже, в конструкції танка Т-55 закладена товста броня корпусу з вбудованою динамічною бронею «Контакт-5». Він також має трохи «важче» озброєння (схоже на БМП-2) з достатнім кутом піднесення для ураження цілей у багатоповерхових будинках.
Перша поява цієї машини відбулася на виставці в Омську в 1997 році. Через брак фінансування машина так і не пройшла належних випробувань і не була взята на озброєння російських військ. Інформації про кількість переобладнаних таким чином машин немає. Експортні контракти не підписані.

## Дизайн
Вибір корпусу Т-55, а не більш сучасного танка, було прийнято з міркувань ефективності, а також, ймовірно, для того, щоб відпрацювати здатність робити конверсію для багатьох Т-55, які використовуються в усьому світі. На нього вплинула ізраїльська IDF Achzarit, яка створила практично такі ж модифікації у 1980-х роках.
Конструктори прибрали гармату і важку башту танка, замінивши її на легку, низькопрофільну башту з корзиною під нею. Навідник повинен був сидіти в цьому кошику і обертатися разом з баштою. Прибравши запаси 100-мм боєприпасів і використавши простір, де порожні снаряди відкидалися всередині машини, конструктори зробили простір для п'яти повністю екіпірованих піхотинців (плюс водій і навідник). Цього було недостатньо, щоб зробити його гідним транспортним засобом. З баштою та озброєнням, подібним до БМП-2, і 2+5 людини всередині, це виявилася перша російська важка БМП, а не важкий БТР.
Верхня плита корпусу була замінена на нову, яка мала чотири люки для входу та виходу з машини. Лобова броня, бортова броня і плита даху були посилені блоками динамічного захисту «Контакт-5». Борт машини був посилений рознесеною бронею і гумовими бортами. У задній частині автомобіля розташовувалися броньовані паливні баки. Броньовий лист днища був посилений протимінним захистом.

## Варіанти озброєння
Башта може мати кілька конфігурацій зброї:
- 30-мм автоматична гармата 2А42.
  - ПТРК 9М113 Конкурс.
- 30-мм автоматична гармата 2А42.
  - 30-мм автоматичний гранатомет АГС-17.
- Спарені 30-мм автоматичні гармати 2А38.
- 12,7×108 мм великокаліберний кулемет НСВ.
  - ПТРК 9М113 Конкурс.
- 12,7×108 мм великокаліберний кулемет НСВ.
  - 30-мм автоматичний гранатомет АГС-17.